# الوراني الموصلي
الوراني الموصلي (557 - 622 هـ / 1162 - 1225 م) هو عالم بالحديث.
هو أبو حفص ضياء الدين عمر بن بدر بن سعيد الوراني الموصلي الحنفي. مولده بالموصل، ووفاته بدمشق. توفى سنة 622 هـ / 1225 م، وقيل سنة 619 هـ / 1222 م.
من آثاره: «المغني عن الحفظ والكتاب بقولهم لم يصح شئ في هذا الباب» ، و «العقيدة الصحيحة في الموضوعات الصريحة» و «معرفة الموقوف على الموقوف» ، و «استنباط المعين في العلل والتاريخ لابن معين» و «الجمع بين الصحيحين».